# Вам телеграмма
«Вам телегра́мма» — советский драматический телевизионный художественный фильм 1983 года, поставленный режиссёром Борисом Конуновым.

## Сюжет
По жанру фильм представляет собой психологическую мелодраму. Конфликт, положенный в основу сюжета, является новаторским и в то же время определяющим тенденцию для кинофильмов восьмидесятых годов, посвящённых судьбе и переживаниям женщины средних лет (таких, как, например, «Зимняя вишня»). Отправная точка внутреннего конфликта героини — ощущение общей неустроенности жизни как в личном, так и в карьерном плане: молодость проходит, а жизнь всё такая же серая, однообразная, не похожая на то, о чём мечталось в юности. Внутренняя дисгармония героини усугубляется ещё и тем обстоятельством, что она живёт в провинциальном городе, где работает разносчицей телеграмм и где все всё о ней знают.
У Анны не складывается личная жизнь с мужем Сергеем. Единственное, что их связывает — подрастающий сын Антошка. Как в сказке, накануне нового года Анна получает телеграмму от давно любящего её одноклассника Алёхина с предложением переехать жить к нему в Сургут в только что полученную им квартиру. При этом сама Анна влюблена не в одноклассника, а в соседа по дому — видного, статного лётчика. Подруги и родственники осуждают планы героини бросить семью. В фильме показаны три дня, в течение которых Анна должна принять непростое для себя и близких ей людей решение.

## Производство
Фильм снят киностудией «Молдова-фильм». Съёмки проходили в двух соседних — Тирасполе и Бендерах. Для создания некоего усреднённого образа провинциального города использовалось совмещение натурных съёмок двух городов.

## В ролях
| Актёр               | Роль                           |
| ------------------- | ------------------------------ |
| Татьяна Догилева    | Анна разносчица телеграмм      |
| Карина Моритц       | Вероника разносчица телеграмм  |
| Геннадий Скоморохов | Сергей муж Анны                |
| Юрий Сенкевич       | Антон сосед Анны               |
| Марика Балан        | Марья Павловна                 |
| Паулина Завтони     | Клавдия работница телеграфа    |
| Алла Сергийко       | Татьяна работница телеграфа    |
| Татьяна Ватаву      | Вера работница телеграфа       |
| Евгения Ботнару     | Саввична                       |
| Юрий Катин-Ярцев    | Алексей Алексеевич Лобачевский |
| Виктор Ильичёв      | Толя муж Юли                   |